# Галотерапия
Галотерапия — это форма альтернативной медицины, задумка которой состоит во вдыхании мелкими частицами соли. Сторонник приписывают ей широкий спектр преимуществ для здоровья, но они не обоснованы на научно достоверных данных. Существует мнение, что вдыхаемые частицы соли могут помогать больным ХОБЛ разжижать слизь и помогая пациентам выводить мокроту. Однако, большинство исследований, показывающих положительный эффект галотерапии, не соответствуют критериям доказательной медицины.

## История
В 1843 году польский врач Феликс Бочковский заметил, что рабочие соляных шахт имеют меньше проблем с дыханием и легкими в сравнении с другими шахтерами. Таким образом, он дал начало спелеотерапии и галотерапии. В тех регионах, где есть естественные соляные карстовые пещеры, с 1950-х годов начали создаваться санатории. Таковые сегодня есть в Словакии, Румынии, Украине, Польше и других странах.